# Хансен, Бьярне
Бьярне Ха́нсен (норв. Bjarne Hansen; 27 мая 1929, Осло — 16 января 2023, Осло) — норвежский футболист, играл на позиции центрального защитника.

## Биография
Всю футбольную карьеру Хансен играл за «Волеренгу», в составе которой в общей сложности сыграл 280 матчей. В Высшей лиге сыграл 158 матчей и забил 1 гол. Хансен входит в первую четвёрку футболистов, сыгравших за «Волеренгу» больше всех матчей.
За сборную Норвегии сыграл 3 матча.
Скончался 16 января 2023 года в Осло в возрасте 93 лет.